# Termobarisk våben
Et termobarisk våben, termobarisk bombe, vakuumbombe eller aerosolbombe, også kaldet FAE-bombe (fra engelsk fuel-air explosive) er en sprængladning, hvor et brændstof fordeles som en aerosol i luften, hvorefter det antændes og reagerer med luftens ilt. Bomben anvender således luftens ilt for at oxidere brændstoffet, hvorved bomben adskiller sig fra konventionelle bomber, der indeholder oxidatorer. Termobariske bomber har derfor et højere energiindhold per masseenhed end almindelige bomber. Termobariske våben giver en kraftig trykbølge, men ingen, eller et meget begrænset antal, fragmenter. 
En termobarisk bombe indeholder normalt to sprængladninger; først en mindre, der fordeler brændslet i luften, og herefter en, der antænder brændslet. Visse nyere modeller har blot en enkelt ladning men er udstyret med en kraftigere brændselbeholder, der forsinker spredningen indtil brændslet bliver antændt. 
Begrebet termobarisk anvendes alene om de bomber, der virker gennem både varme og tryk. Dette opnås ved at ladningen er suppleret med en relativ stor mængde brændstof eller metaller, der brænder ved høj temperatur, som eksempelvis magnesium eller aluminium. Ladninger uden disse tilsætningsstoffer har deres ødelæggende effekt alene gennem trykbølgen.

## Udvikling
De første forsøg med sprængning af sådanne bomber blev foretaget under anden verdenskrig i 1944 af Tysklands Luftwaffe under ledelse af Mario Zippermayr. Under de tyske prøvesprængninger blev benyttet kulpulver blandet med flydende ilt.
Efter anden verdenskrig har særlig Sovjetunionen/Rusland udviklet termobariske våben. Der er udviklet våben i form af granater til brug i nærkamp, hvilket giver den fordel, at sikkerhedsafstanden kan være ned til fire meter som følge af, at der ikke er spredes spængningsfragmenter ved spængningen af granaten, ligesom der er udviklet kraftige bomber med sprængkraft større end de mindste atomvåben. 
I september 2007 foretog Rusland en prøvesprængning af det kraftigste termobariske våben nogensinde. Sprængkraften var kraftigere end de mindste nukleare våben. Rusland kaldte bomben "Father of All Bombs" som et svar på den amerikanske GBU-43/B Massive Ordnance Air Blast bomb, også kaldet "Mother of All Bombs", der indtil da blev anset som den kraftigske ikke-nukleare bombe nogensinde. Den russiske bombe indeholder ca. 7 ton flydende brændstof, såsom ethylenoxid blandet med nanopartikler af bl.a. aluminium der ved sprængningen skabte en eksplosion svarende til 44 ton TNT.

## Anvendelse
Termobariske bomber har blandt andet været anvendt af russisk militær under den første og anden tjetjenske krig og af amerikansk militær under Irak-krigen og under Krigen i Afghanistan.
Rusland anvender bl.a. raketkasteren TOS-1 til affyring af termobariske våben. TOS-1 har 24-rør, der er designet til at affyre 220 mm (8,7 tommer) termobariske raketter. Russiske styrker er rapporteret at have benyttet termobariske bomber under invasionen af Ukraine i 2022.
Ukraine har udviklet et våbensystem RPV-16, der består af en håndholdt granatkaster, der afsender et sprænghoved med en termobarisk ladning, hvilket våbensystem ligeledes benyttes under Ruslands invasion af landet. 